# Alfons Carlsson
Jon Sigfrid Alfons Carlsson, född 15 februari 1900 i Rättviks församling, Kopparbergs län, död 8 november 1985 i Tveta församling, Stockholms länn var en svensk målare och grafiker.
Carlsson var som konstnär autodidakt och bedrev studier under resor utomlands. Han försörjde sig genom att vara en kringresande tavelförsäljare både av egna alster och sådana han köpte av grossister i Stockholm. Hans tavlor har därigenom fått en mycket stor spridning runtom i landet. Hans konst består av gatumotiv, sjöbilder från Vättern, stilleben, blomsterstilleben, landskapsbilder från Capri samt abstrakta saker. Han signerade sina verk förutom med sitt eget namn med aliaset Sigge Reutergård', S. Reutergård och Alfon.